# Melissa Joan Hart
Melissa Joan Catherine Hart (Smithtown, Long Island, 18 april 1976) is een Amerikaans actrice en voormalig kindster. Ze won in zowel 1992, 1993 als 1995 een Young Artist Award voor haar hoofdrol in de televisieserie Clarissa Explains It All, kreeg diezelfde prijs in 1997 en 1998 voor die in Sabrina, the Teenage Witch en ontving in 2013 een Mickey Rooney Award van de Young Artist Awards voor haar totale verleden in beide series. Daarnaast won Hart in zowel 1998 (voor Sabrina, the Teenage Witch) als 2000 (voor de tiener-romcom Drive Me Crazy) een Kids' Choice Award. Ze speelt sinds 2019 in de Serie No Good Nick als (pleeg)moeder.

## Biografie
Hart groeide op in het stadje Sayville. Ze is de oudste in een gezin van acht en heeft zes (half)zusjes en één broer. Zij zijn op een na allemaal actief in de showbusiness. Op 19 juli 2003 trouwde Hart in Florence met Mark Wilkerson, frontman en gitarist van de band Course of Nature. Samen hebben ze drie zonen, geboren in 2006, 2008 en 2012.

## Carrière
Hart verscheen als vierjarige in een reclamespotje voor een badkuipspeeltje, genaamd Splashy. Haar carrière nam een vlucht toen ze in 1989 de titelrol kreeg in de Nickelodeonserie Clarissa Explains It All. Nadat de serie in 1994 stopte, kreeg ze een nieuwe hoofdrol in een andere tienerserie, Sabrina the Teenage Witch (1996-2003). Hart speelde tussendoor bovendien in enkele films.
Hart verscheen in 2010 opnieuw in een hoofdrol in een televisieserie. In de comedyserie Melissa & Joey speelt ze de alleenstaande politica Melanie 'Mel' Burke, die de voogdij over de dochter en zoon van haar zus krijgt.